# 折りたたみ機
折りたたみ機（おりたたみき）又はタタミ機（たたみき）とは衣類を折りたたむために使われる機械である。業務向けでは包装するための包装機と一体型になった「タタミ包装機」も存在する。

## 全自動折りたたみ機
家庭向けの全自動折りたたみ機は望まれているものの、2022年現在普及はまだとなっている。
- ランドロイド（セブン・ドリーマーズ） - パナソニックとの共同開発[2]。開発中止。
- FoldiMate（米FoldiMate社）[3]
- 私物たたみ機 AF-1000J（三幸社）[4]